# Boxer Herreligaen 2015-16
Boxer Herreligaen 2015-16 var den 80. sæson af Håndboldligaen. Bjerringbro-Silkeborg vandt klubbens første titel nogensinde, da de slog Team Tvis Holstebro i finalen. Skive fH rykkede ned, da de sluttede sidst i grundspillet.

## Holdinformation
Følgende 14 klubbede spiller i Håndboldligaen i 2014-15 sæsonen:
| Hold                  | Sted              | Hal                                  | Kapacitet   |
| --------------------- | ----------------- | ------------------------------------ | ----------- |
| Aalborg Håndbold      | Aalborg           | Jutlander Bank Arena                 | 5.000       |
| Aarhus Håndbold       | Aarhus            | Ceres Arena                          | 4.700       |
| Bjerringbro-Silkeborg | Bjerringbro       | Silkeborg-Hallerne                   | 3.900       |
| GOG                   | Gudme             | Gudmehallerne                        | 2.645       |
| HC Midtjylland        | Herning           | Messecenter Herning                  | 1.600       |
| KIF Kolding København | Kolding           | Tre-For Arena Brøndby Hallen         | 2.650 4.500 |
| Mors-Thy              | Nykøbing Mors     | Jyske Bank Mors Arena                | 1.500       |
| Nordsjælland Håndbold | Helsinge Hillerød | Helsinge-Hallen FrederiksborgCentret | 1.600 1.100 |
| Ribe-Esbjerg          | Ribe              | Ribe Fritidscenter                   | 2.200       |
| Skanderborg           | Skanderborg       | Morten Børup Hallen                  | 550         |
| Skive fH              | Skive             | Skivehallerne                        |             |
| Skjern                | Skjern            | Skjern Bank Arena                    | 2.400       |
| SønderjyskE           | Sønderborg        | Broager Sparekasse Skansen           | 2.200       |
| Tvis Holstebro        | Holstebro         | Gråkjær Arena                        | 3.250       |

### Personale og trøjer
| Hold                  | Direktør                 | Cheftræner              | Spilledragtsproducent | Trøjesponsor                  |
| --------------------- | ------------------------ | ----------------------- | --------------------- | ----------------------------- |
| Aalborg Håndbold      | Jan Larsen               | Jesper Jensen           | Hummel                | Jutlander Bank                |
| Aarhus Håndbold       | Henrik Lundorff          | Erik Veje Rasmussen     | Hummel                | Sparkassen Kronjylland, Jytas |
| Bjerringbro-Silkeborg | Frank Lajer              | Peter Bredsdorff-Larsen | Adidas                | Jyske Bank, Grundfos          |
| GOG                   | Kasper Jørgensen         | Jakob Larsen            | Hummel                | Daloon, Fyske Bank            |
| HC Midtjylland        | Allan Witt               | Patrick Westerholm      | Hummel                | eptools, KP Industri          |
| KIF Kolding København | Jens Boesen              | Antonio Carlos Ortega   | Kempa                 | TREFOR                        |
| Mors-Thy              |                          | Jan Paulsen             | Hummel                | Jyske Bank                    |
| Nordsjælland Håndbold | Jørgen Simonsen          | Ian Marko Fog           | Hummel                |                               |
| Ribe-Esbjerg          | Rikke Tangaa             | Sune Agerschou          | Hummel                | fros                          |
| Skanderborg           | Jens Christensen         | Nicolej Krickau         | Puma                  | AVR, Skanderborg Kommune      |
| Skive fH              |                          | Simon Sørensen          | Kappa                 | Spar Bank                     |
| Skjern                | Henning Kjærgaard        | Ole Nørgaard            | Puma                  | Skjern Bank                   |
| SønderjyskE           | Klaus B. Rasmussen       | Morten Henriksen        | Diadora               | SeaDane Travel                |
| Tvis Holstebro        | Jacob Ørngreen Jørgensen | Klavs Bruun Jørgensen   | Hummel                | Vestjysk Bank                 |

## Stilling
| Hold                  | K  | V  | U | L  | MF  | MI  | MD   | P  |
| --------------------- | -- | -- | - | -- | --- | --- | ---- | -- |
| Team Tvis Holstebro   | 26 | 19 | 1 | 6  | 719 | 659 | +60  | 39 |
| Aarhus Håndbold       | 26 | 16 | 3 | 7  | 697 | 653 | +44  | 35 |
| Skjern Håndbold       | 26 | 15 | 3 | 8  | 726 | 686 | +40  | 33 |
| Bjerringbro-Silkeborg | 26 | 15 | 3 | 8  | 672 | 607 | +65  | 33 |
| KIF Kolding København | 26 | 12 | 6 | 8  | 598 | 531 | +67  | 30 |
| GOG                   | 26 | 14 | 2 | 10 | 704 | 648 | +56  | 30 |
| Aalborg Håndbold      | 26 | 12 | 4 | 10 | 676 | 663 | +13  | 28 |
| SønderjyskE           | 26 | 11 | 5 | 10 | 618 | 630 | −12  | 27 |
| Skanderborg Håndbold  | 26 | 10 | 3 | 13 | 619 | 640 | −21  | 23 |
| Mors-Thy Håndbold     | 26 | 8  | 4 | 14 | 607 | 648 | −41  | 20 |
| Ribe-Esbjerg HH       | 26 | 9  | 1 | 16 | 585 | 643 | −58  | 19 |
| HC Midtjylland        | 26 | 9  | 1 | 16 | 674 | 690 | −16  | 19 |
| Nordsjælland Håndbold | 26 | 7  | 2 | 17 | 620 | 678 | −58  | 16 |
| Skive fH              | 26 | 6  | 0 | 20 | 557 | 696 | −139 | 12 |

|  | Går videre til Slutspil |
|  | Nedrykningsplayoff      |
|  | Nedrykning              |

## Kampe

### Resultater
| Hjemmehold / Udehold1 | AAL   | AAR   | BSV   | GOG   | HCM   | KIF   | MOR   | NOR   | REH   | SKA   | SKI   | SKJ   | SØN   | TTH   |
| --------------------- | ----- | ----- | ----- | ----- | ----- | ----- | ----- | ----- | ----- | ----- | ----- | ----- | ----- | ----- |
| Aalborg Håndbold      |       | 24-27 | 27-24 | 31-28 | 25-26 | 24-29 | 33-25 | 27-25 | 27-19 | 30-26 | 25-27 | 28-24 | 23-21 | 23-30 |
| Århus Håndbold        | 26-27 |       | 23-29 | 31-27 | 29-27 | 25-25 | 27-15 | 26-20 | 25-19 | 27-22 | 24-30 | 35-29 | 26-27 | 27-22 |
| Bjerringbro-Silkeborg | 24-19 | 38-30 |       | 24-21 | 30-21 | 24-18 | 25-22 | 23-16 | 28-17 | 28-28 | 33-22 | 26-29 | 26-20 | 25-28 |
| GOG Håndbold          | 25-28 | 31-22 | 27-22 |       | 31-29 | 24-26 | 24-23 | 30-26 | 28-21 | 24-26 | 22-16 | 24-27 | 26-26 | 30-20 |
| HC Midtjylland        | 26-26 | 27-29 | 23-25 | 27-34 |       | 25-24 | 28-21 | 32-20 | 25-24 | 24-21 | 36-19 | 21-30 | 24-25 | 26-28 |
| KIF Kolding København | 25-25 | 20-20 | 25-25 | 27-29 | 30-20 |       | 24-24 | 25-20 | 26-22 | 29-21 | HHT*  | 28-26 | 30-20 | 30-26 |
| Mors-Thy Håndbold     | 29-25 | 23-25 | 26-29 | 24-23 | 33-31 | UHT*  |       | 24-25 | 28-19 | 25-25 | 27-23 | 25-30 | 25-28 | 24-28 |
| Nordsjælland Håndbold | 20-20 | 26-30 | 30-26 | 31-27 | 26-27 | 20-29 | 22-22 |       | 21-19 | 24-28 | 24-23 | 28-29 | 22-25 | 22-25 |
| Ribe-Esbjerg HH       | 25-24 | 19-25 | 24-19 | 19-33 | 28-21 | 22-20 | 26-23 | 20-27 |       | 21-21 | 31-19 | 21-26 | 22-27 | 23-29 |
| Skanderborg Håndbold  | 25-22 | 21-22 | 23-21 | 26-28 | 27-19 | 20-29 | 26-21 | 26-23 | 25-28 |       | 27-26 | 24-23 | 21-20 | 21-22 |
| Skive fH              | 28-32 | 19-25 | 21-26 | 17-30 | 16-27 | 16-31 | 23-26 | 25-23 | 22-24 | 20-19 |       | 23-36 | 29-27 | 22-32 |
| Skjern Håndbold       | 27-26 | 29-29 | 24-24 | 26-29 | 32-29 | 29-24 | 33-25 | 23-30 | 27-23 | 30-22 | 30-27 |       | 31-31 | 23-31 |
| SønderjyskE Herrer    | 25-25 | 27-25 | 17-23 | 23-23 | 22-21 | UHT*  | 22-22 | 29-27 | 22-29 | 25-21 | 29-25 | 27-28 |       | 27-28 |
| Team Tvis Holstebro   | 27-30 | 30-35 | 26-25 | 30-26 | 35-32 | 24-24 | 24-25 | 36-22 | 25-20 | 29-27 | 30-19 | 26-25 | 28-26 |       |

1Hjemmehold er angivet på venstre side og udeholdet langs toppen..
*KIF Kolding København taberdømt i hjemmekampen imod Skive samt udekampen imod SønderjyskE og Mors-Thy.

## Topscorere i grundspillet
Topscorelisten opdateret efter sidste spillerunde den 23. marts 2016 
| Placering | Spiller                 | Klub                  | Mål |
| --------- | ----------------------- | --------------------- | --- |
| 1         | Patrick Wiesmach Larsen | Team Tvis Holstebro   | 167 |
| 2         | Bo Spellerberg          | KIF Kolding København | 152 |
| 3         | Cornelius Kragh Aastrup | Nordsjælland Håndbold | 150 |
| 4         | Tim Sørensen            | Skanderborg Håndbold  | 146 |
| 5         | Kasper Søndergaard      | Skjern Håndbold       | 137 |
| 6         | Tobias Ellebæk          | Mors-Thy              | 134 |
| 7         | Andreas Holst Jensen    | GOG                   | 127 |
| 8         | Peter Balling           | Team Tvis Holstebro   | 125 |
| 9         | Kasper Gudnitz          | HC Midtjylland        | 117 |
| 10        | Sander Sagosen          | Aalborg Håndbold      | 116 |

## Playoff
Nr.1-8 fra grundspillet opdeles i to grupper, hvor de to bedste går videre til semifinalen

### Gruppe 1
| Hold.                 | K | V | U | T | MF  | MI  | MD | P |
| --------------------- | - | - | - | - | --- | --- | -- | - |
| Team Tvis Holstebro   | 6 | 3 | 0 | 3 | 151 | 151 | 0  | 9 |
| Bjerringbro-Silkeborg | 6 | 4 | 0 | 2 | 161 | 155 | +6 | 8 |
| Skjern Håndbold       | 6 | 3 | 0 | 3 | 159 | 156 | +3 | 7 |
| SønderjyskE           | 6 | 2 | 0 | 4 | 148 | 157 | -9 | 4 |

| Hjemme / Udehold      | TTH   | SKJ   | BSV   | SØN   |
| --------------------- | ----- | ----- | ----- | ----- |
| Team Tvis Holstebro   |       | 24–27 | 30–28 | 25–21 |
| Skjern Håndbold       | 27-25 |       | 31–23 | 24–30 |
| Bjerringbro-Silkeborg | 26–24 | 25-24 |       | 27–22 |
| SønderjyskE           | 22-23 | 29-26 | 24-32 |       |

### Gruppe 2
| Hold.                 | K | V | U | T | MF  | MI  | MD  | P  |
| --------------------- | - | - | - | - | --- | --- | --- | -- |
| KIF Kolding København | 6 | 3 | 2 | 1 | 154 | 147 | +7  | 10 |
| GOG                   | 6 | 3 | 3 | 0 | 164 | 155 | +9  | 9  |
| Aalborg Håndbold      | 6 | 2 | 1 | 3 | 161 | 157 | +4  | 5  |
| Aarhus Håndbold       | 6 | 0 | 2 | 4 | 148 | 168 | -20 | 3  |

| Hjemme / Udehold      | KIF   | AAR   | GOG   | AAL   |
| --------------------- | ----- | ----- | ----- | ----- |
| KIF Kolding København |       | 26-21 | 26–26 | 27–25 |
| Aarhus Håndbold       | 23-27 |       | 26–26 | 29–29 |
| GOG                   | 26-26 | 31-25 |       | 29-27 |
| Aalborg Håndbold      | 26-22 | 29-24 | 25-26 |       |

Puljerne er ændret grundet KIF Kolding København blev frikendt 

## Slutspil

### Semifinaler
| Dato    | Dato    | Hjemmehold i 1. kamp  | Hjemmehold i 2. kamp  | Resultat | Resultat | Resultat |
| 1. kamp | 2. kamp | Hjemmehold i 1. kamp  | Hjemmehold i 2. kamp  | Samlet   | 1. kamp  | 2. kamp  |
| ------- | ------- | --------------------- | --------------------- | -------- | -------- | -------- |
| 18/5    | 21/5    | GOG                   | Team Tvis Holstebro   | 52-58    | 27-28    | 25-30    |
| 18/5    | 22/5    | Bjerringbro-Silkeborg | KIF Kolding København | 55-51    | 24-23    | 31-28    |

### Bronzekamp
| Dato    | Dato    | Hjemmehold i 1. kamp | Hjemmehold i 2. kamp  | Resultat | Resultat | Resultat |
| 1. kamp | 2. kamp | Hjemmehold i 1. kamp | Hjemmehold i 2. kamp  | Samlet   | 1. kamp  | 2. kamp  |
| ------- | ------- | -------------------- | --------------------- | -------- | -------- | -------- |
| 25/5    | 28/5    | GOG                  | KIF Kolding København | 58-56    | 32-27    | 26-29    |

### Finale
| Dato    | Dato    | Hjemmehold i 1. kamp  | Hjemmehold i 2. kamp | Resultat | Resultat | Resultat |
| 1. kamp | 2. kamp | Hjemmehold i 1. kamp  | Hjemmehold i 2. kamp | Samlet   | 1. kamp  | 2. kamp  |
| ------- | ------- | --------------------- | -------------------- | -------- | -------- | -------- |
| 25/5    | 28/5    | Bjerringbro-Silkeborg | Team Tvis Holstebro  | 52-46    | 27-20    | 25-26    |

## Nedryknings-playoff
Nr. 12-13 fra ligaen mødes med nr. 2-3 fra 1. division. Der spilles bedst ud af to kampe. Vinderen bliver i ligaen, og taberne rykker ned i 1. division
| Dato    | Dato    | Hjemmehold i 1. kamp | Hjemmehold i 2. kamp  | Resultat | Resultat | Resultat |
| 1. kamp | 2. kamp | Hjemmehold i 1. kamp | Hjemmehold i 2. kamp  | Samlet   | 1. kamp  | 2. kamp  |
| ------- | ------- | -------------------- | --------------------- | -------- | -------- | -------- |
| 15/4    | 21/4    | Odder                | HC Midtjylland        | 49-51    | 29-25    | 20-26    |
| 12/4    | 18/4    | Tønder               | Nordsjælland Håndbold | 46-45    | 29-25    | 17-20    |

## Topscorere - Total
| Nr. | Navn                    | Klub                  | Mål |
| --- | ----------------------- | --------------------- | --- |
| 1   | Patrick Wiesmach Larsen | Team Tvis Holstebro   | 217 |
| 2   | Bo Spellerberg          | KIF Kolding København | 198 |
| 3   | Andreas Holst Jensen    | GOG                   | 175 |
| 4   | Kasper Søndergaard      | Skjern Håndbold       | 169 |
| 5   | Sander Sagosen          | Aalborg Håndbold      | 153 |
| 6   | Cornelius Kragh Aastrup | Nordsjælland Håndbold | 150 |
| 7   | Minik Dahl Høegh        | GOG                   | 127 |
| 8   | Tim Sørensen            | Skanderborg Håndbold  | 146 |
| 8   | Martin Larsen           | Aalborg Håndbold      | 146 |
| 10  | Nikolaj Markussen       | Bjerringbro-Silkeborg | 141 |

Kilde:

## Eksterne links
- Officiel hjemmeside Arkiveret 9. april 2015 hos  Wayback Machine